# Powell Flutes
Verne Q. Powell Flutes Inc. har været en førende producent af professionelle fløjter og piccoloer siden 1927. Virksomheden producerer håndlavede instruenter i træ, sølv, platin og guld.

## Historie

### Verne Q. Powell
Verne Powell spillede som ung fløjte i Kansas. Hans familie bestod af musikere, der levede som sølvsmede. Verne blev opfordret til at nyde musik, men af sin familie lærte han at lave smykker og indgravere. I 1913 besøgte Verne Chicago for at overvære fløjtenisten Georges Barrère. Barrère spillede på en sølvfløjte, noget Verne aldrig havde hørt før. Verne var imponeret over lyden og besluttede sig for selv at lave en sølvfløjte.
Mellem 1913 og 1916 smeltede Verne flere forskellige sølvdele (herunder skeer og snuffæsker) for at lave delene til den nu famøse "skefløjte". Efter at have færdiggjort instrumentet begyndte Verne regelmæssigt at optræde med den. Efter kort tid hørte William Haynes, ejer af Wm. S. Haynes Flute Company of Boston, Massachusetts, om Powells instrument og bad om at se det. Efter at have inspiceret den tilbød Haynes Verne et job.
I 1916 blev Verne Powell medarbejder i Wm. S. Haynes Company for at lave træfløjter og -piccoloer. I 1926 var Powell firmaets værkfører og styrede det meste af handelen. Senere det år forlod Powell Haynes for at opstarte sin egen virksomhed. Denne blev en realitet i 1927 med Verne Q. Powell Flutes, Inc. på 265 Huntington Drive i Boston, Massachusetts. I 1961 solgte Powell virksomheden til fire ansatte, som førte den indtil 1984, da to medarbejdere, Jim Phelan og Rob Viola, blev ejere. I 1986 købte Steven Wasser de andele, der tilhørte Mr. Viola og fik kontrollerende ejerskab. Jim Phelan forlod virksomheden i 1989 for at forfølge andre interesser, og Mr. Wasser blev eneejer.
Pr. 2011 er Steven Wasser stadig ejer af Verne Q. Powell Flutes, Inc. Virksomheden er nu beliggende i Maynard, Massachusetts.

### Kendte kunder
- Ian Anderson fra Jethro Tull[2]
- Oberst Catherine "Cady" Coleman, Astronaut [3][4]

### Sonaré Winds
I 2002 dannede Verne Q. Powell Flutes Inc. en afdeling kaldet Sonaré Winds. Sonaré-fløjter er fløjter på middelniveau, som har et kropsstykke og et håndlavet hovedstykke (begge lavet i Powell-værkstedet).
I 2005 skabte Sonaré Winds en serie af trompeter med partneren Cliff Blackburn, som laves i Elkhart, Indiana af E.K. Blessing Co. men har dele lavet af Cliff Blackburn.